# Eggo Mania
Eggo Mania (Egg Mania: Eggstreme Madness) è un videogioco rompicapo sviluppato da HotGen e pubblicato da Kemco per le console GameCube, Xbox, PlayStation 2 e Game Boy Advance nel 2002.

## Modalità di gioco
All'inizio di un livello, le casse iniziano a cadere dal cielo, ognuna contrassegnante dall'immagine del blocco che contiene. I giocatori devono impilare questi blocchi per costruire una torre che raggiunga la mongolfiera e completare il livello. Tuttavia, la sfida non è così semplice: l'acqua sul fondo del livello sale progressivamente e, se raggiunge una fila con un buco, questa fila viene distrutta. Se il giocatore decide di prendere una scorciatoia, l'acqua salirà ancora più velocemente. Inoltre, durante il gioco compaiono nemici casuali, alcuni dei quali rubano le casse, mentre altri possono trascinare il giocatore nell'acqua. All'interno delle bolle si trovano anche oggetti che forniscono potenziamenti o aiutano a distruggere le torri degli avversari.

## Accoglienza
Il gioco ha ricevuto un'accoglienza da positiva a mista. GameRankings e Metacritic hanno assegnato i seguenti punteggi: 73% e 75 su 100 per la versione Game Boy Advance; 68,33% e 64 su 100 per la versione PlayStation 2; 66,18% e 64 su 100 per la versione GameCube; e infine 64,77% e 58 su 100 per la versione Xbox. La rivista Play Generation lo classificò come il quinto titolo rompicapo più cervellotico tra quelli disponibili su PlayStation 2.